# Myakka River
Der Myakka River ist ein Fluss im US-Bundesstaat Florida. 

## Verlauf
Der 106 km lange Fluss entspringt in den Sümpfen bei Myakka Head an der Grenze zwischen dem Hardee und Manatee County und fließt südwestlich durch das Manatee, Sarasota und Charlotte County in den Charlotte Harbor, einem Mündungstrichter am Golf von Mexiko. Der Fluss wird durch eine Vielzahl von Bächen und Sümpfen gespeist, aber der flache Fluss gilt erst im Sarasota County als nennenswertes Fließgewässer. Im Sarasota County durchfließt er zwei flache Seen, den Upper und Lower Myakka Lake. Unterhalb des Lower Myakka Lake wird der Fluss vom Downs’ Dam, einem in den 1930er Jahren angelegten kleinen Wehr, aufgestaut, um eine gleichmäßige Wasserführung zur Bewässerung zu erreichen. Die Gezeiten wirken sich auf die letzten 32 km des Flusses bis zum Downs’ Dam aus, so dass dieser Teil des Flusslaufes aus Brackwasser besteht.

## Umwelt und Naturschutz
Das über 600 km², nach manchem Quellen über 1500 km² große Einzugsgebiet gilt als besonders ökologisch wertvoll. Bis auf die an der Mündung gelegene Stadt North Port und einige kleinere Siedlungen fließt der Fluss durch unbebautes Land, das zum Teil landwirtschaftlich genutzt wird, aber zu weiten Teilen zu Schutzgebieten wie dem Myakka River State Park und der 41 km² großen Deer Prairie Creek Preserve gehört. Der Fluss durchfließt ausgedehnte Trockenprärien, Virginiaeichenwälder und Sümpfe, die Lebensraum für Alligatoren und zahlreiche Wasservögel bieten. Wegen seiner ökologischen Bedeutung stellte das Repräsentantenhaus von Florida 1985 den 54 km langen Abschnitt des Flusses im Sarasota County als einen von zwei Flüssen im Bundesstaat als Florida Wild and Scenic River unter Schutz.
Die Ausweitung der Wohnbebauung aufgrund des starken Bevölkerungswachstums an der Golfküste und die zunehmende Intensivierung der Landwirtschaft am Oberlauf des Flusses gefährden jedoch die Unberührtheit des Flusses.